# Партия мира и свободы
Партия мира и свободы (англ. Peace and Freedom Party, PFP) — американская левая политическая партия, действующая более чем в 12-ти штатах, включая Калифорнию, Колорадо, Флориду, Гавайи, Индиану и Юту, но при этом не участвующая в выборах за пределами Калифорнии.

## Описание
Первые кандидаты Партии мира и свободы появились на выборах 1966 года в Нью-Йорке. Партия мира и свободы в Калифорнии была организована в начале 1967 года.
Партия мира и свободы возникла в других штатах как антивоенная и програжданская организация, выступающая против войны во Вьетнаме и поддерживающая борьбу за права чернокожих. Она также выступала за организацию сельскохозяйственных рабочих, борьбу за права женщин и движение за права ЛГБТ. 
В неё поначалу вступили представители крайне широкого идеологического спектра, от маоиста Боба Авакяна до либертарианца Мюррея Ротбарда, однако после 1968 года отделения партии были распущены почти во всех штатах, за исключением Калифорнии. Там она стала ядром коалиции Народной партии, выдвинувшей в президенты на выборах 1972 года Бенджамина Спока.
Кандидатами в президенты от партии были Элдридж Кливер в 1968 году (сам он высказывался за йиппи Джерри Рубина), Леонард Пелтиер в 2004 году, Ральф Нейдер в 2008 году, Розанна Барр в 2012 году и Глория Ла Рива в 2016 и 2020 годах. В 2024 году PFP поддержала кандидата от партии «За социализм и освобождение» Клаудию Де ла Круз.

## Идеология
Согласно веб-сайту, партия «привержена феминизму, социализму, демократии, экологии и расовому равенству», выступая за «создание массовой социалистической партии по всей стране». Партия является решительным сторонником защиты окружающей среды, прав коренных народов, прав сексуальных меньшинств, финансируемого государством здравоохранения, права женщин на аборт, государственного образования, субсидируемого жилья и социалистической экономики.
Партия выступает за вывод американских войск из других стран, за прекращение поставок американского оружия в другие страны, а также за отмену экономических санкций, которые наносят ущерб простым людям.